# Jacques de Billy
Jacques de Billy (Compiègne, 18 maart 1602 - Dijon, 14 januari 1679) was een Frans jezuïet en wiskundige. 

## Levensloop
De Billy werd geboren in Compiègne en trad toe tot de jezuïeten. Hij doceerde wiskunde aan de jezuïetenuniversiteit van Pont-à-Mousson van 1629 tot 1630 terwijl hij daar zelf zijn studie theologie afrondde. Tussen 1631 en 1633 gaf hij wiskunde aan het jezuïetencollege van Reims en daarna in Grenoble. Hij was rector van achtereenvolgens de jezuïetencolleges van Chalons, Langres en Sens. Tussen 1665 en 1668 gaf hij les in het college van Grenoble, waar Jacques Ozanam een van zijn leerlingen was. 
De Billy bestudeerde de getaltheorie. Hij correspondeerde met Pierre de Fermat en verzamelde diens brieven, die later door Fermats zoon werden aangevuld en uitgegeven als Doctrinae analyticae inventum novum. De Billy maakte ook astronomische tabellen met de zonne-eclipsen tussen 1656 en 1693 en ageerde tegen de acceptatie van astrologie als een wetenschap en tegen het bijgeloof omtrent kometen.

## Werk
- Abrégé des préceptes d'algèbre (1637)

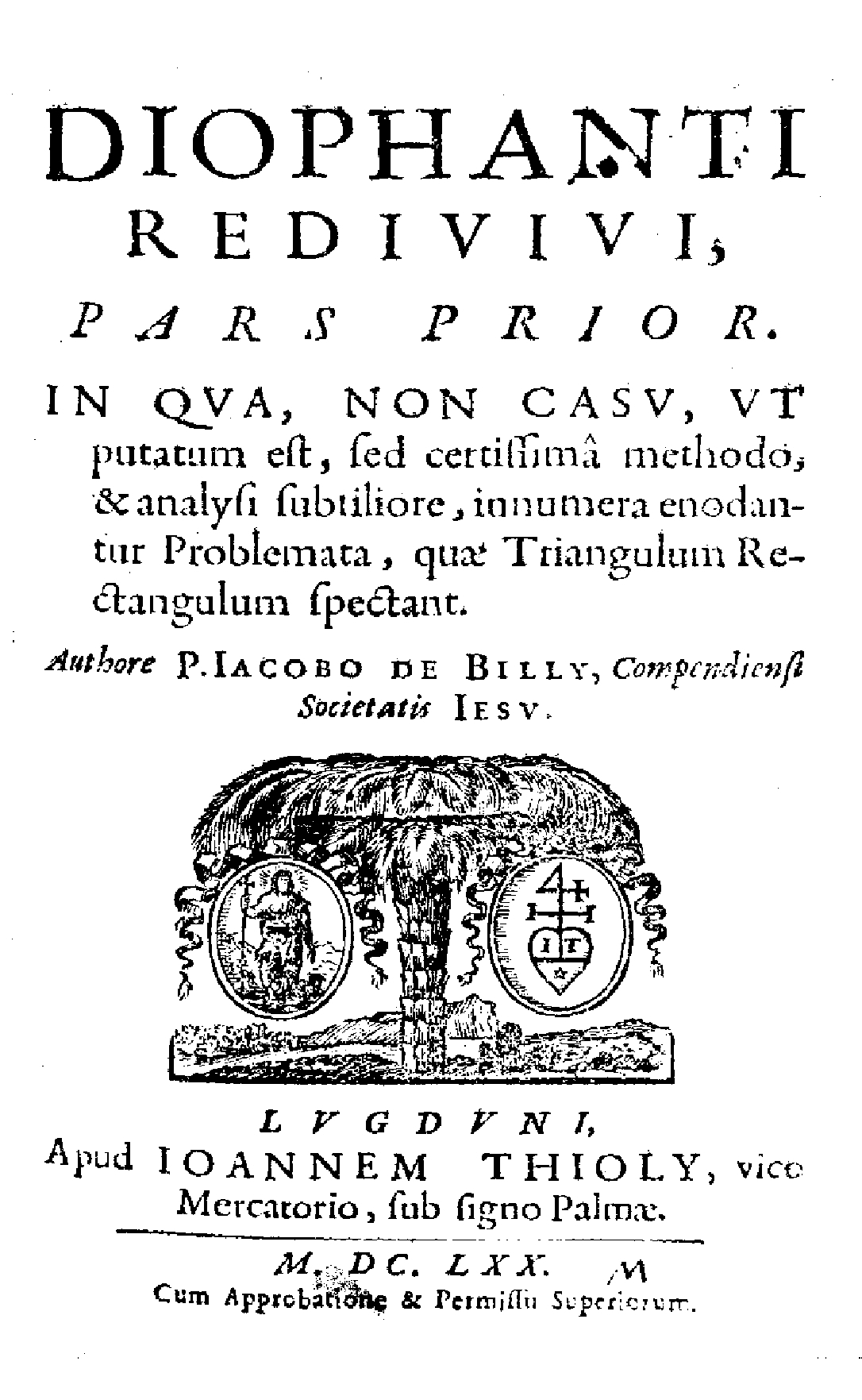
Titelblad van Diophantus redivivus (1670)

- Nova geometricae clavis algebra (1643)
- Tractatus de proportione harmonicae (1658)
- Diophantus geometria sive opus contextum ex arithmetica et geometria simul (1660)

## Vernoeming
Een krater op de maan is naam hem genoemd.